# Harákmbuts

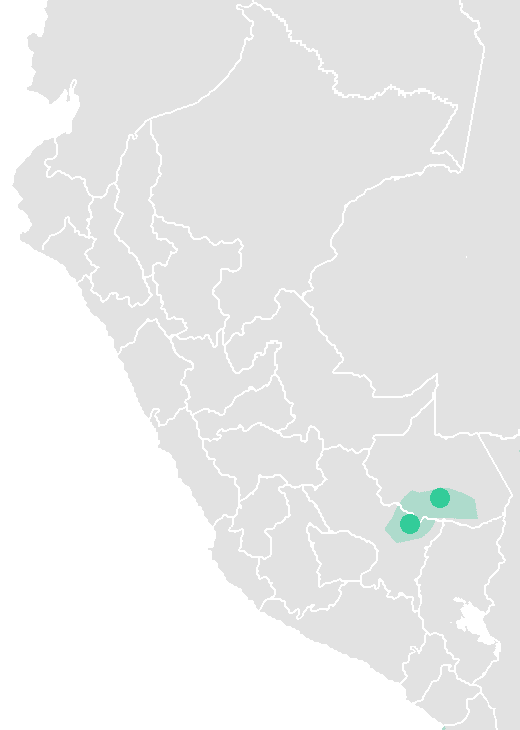
Localização dos harákmbuts

Os harákmbuts (harákmbets) são povos indígenas do Peru e eles falam a língua harákmbut. Estima-se que 2,000 pessoas harákmbut vivam na região de Madre de Dios, perto da fronteira brasileira, na Amazônia peruana.

## História
Quando os harákmbuts foram contatados pela primeira vez por membros da Ordem Dominicana em 1940, eram 30.000.